# 1880年のメジャーリーグベースボール
以下は、メジャーリーグベースボール（MLB）における1880年のできごとを記す。
ナショナルリーグでは、前年加盟したばかりのシラキュース・スターズに代わってウースター・ルビーレッグスが加盟して8球団で開幕し、シカゴ・ホワイトストッキングス（現在のシカゴ・カブス）が4年ぶり2度目のリーグ優勝を果たした。
1879年のメジャーリーグベースボール - 1880年のメジャーリーグベースボール - 1881年のメジャーリーグベースボール

## できごと

### 規則の改訂
- 打者は«ボール»を8つ見逃せば1つの塁を与えられる（八球）。以後1880年代に順次減らされて、1889年に四球（フォアボール）となった。
- 日曜日の試合が禁止となった。この規則は1892年まで続いた。

## 最終成績

### ナショナルリーグ
| 1 | シカゴ・ホワイトストッキングス | 67 | 17 | .798 | -    |
| 2 | プロビデンス・グレイズ         | 52 | 32 | .619 | 15.0 |
| 3 | クリーブランド・ブルース       | 47 | 37 | .560 | 20.0 |
| 4 | トロイ・トロージャンズ         | 41 | 42 | .494 | 25.5 |
| 5 | ウースター・ルビーレッグス     | 40 | 43 | .482 | 26.5 |
| 6 | ボストン・レッドストッキングス | 40 | 44 | .476 | 27.0 |
| 7 | バッファロー・バイソンズ       | 24 | 58 | .293 | 42.0 |
| 8 | シンシナティ・レッズ           | 21 | 59 | .263 | 44.0 |

## 個人タイトル

### ナショナルリーグ
| 項目   | 選手                         | 記録 |
| ------ | ---------------------------- | ---- |
| 打率   | ジョージ・ゴア (CHC)         | .360 |
| 本塁打 | ハリー・ストービー (WOR)     | 6    |
| 本塁打 | ジム・オルーク (BSN)         | 6    |
| 打点   | キャップ・アンソン (CHC)     | 74   |
| 得点   | アブナー・ダルリンプル (CHC) | 91   |
| 安打   | アブナー・ダルリンプル (CHC) | 126  |

| 項目   | 選手                     | 記録  |
| ------ | ------------------------ | ----- |
| 勝利   | ジム・マコーミック (CLV) | 45    |
| 防御率 | ティム・キーフ (TRO)     | 0.86  |
| 奪三振 | ラリー・コーコラン (CHC) | 268   |
| 投球回 | ジム・マコーミック (CLV) | 657.2 |
| セーブ | リー・リッチモンド (WOR) | 3     |

## 参考
- ナショナルリーグ順位表